# マルセロ・マビリア
マルセロ・マビリア（Marcelo Mabilia、1972年10月31日 - ）は、ブラジル出身の元プロサッカー選手、サッカー指導者。現役時のポジションはフォワード 。

## 来歴
1997年にJリーグ・ジュビロ磐田へ移籍。リーグでは10試合出場し、ナビスコカップでは、4試合で1得点を挙げた。
引退後は、クラブユースの監督を経て、グレミオなどの監督をしている。

## 所属クラブ
- 1991年 - 1993年  グレミオFBPA
- 1993年  SCインテルナシオナル
- 1994年  モジミリンEC
- 1994年  フルミネンセFC
- 1995年  イピランガFC
- 1995年  ツバロンFC（ポルトガル語版）
- 1996年  クリシューマEC
- 1997年  ジュビロ磐田
- 1997年 - 1998年  SCインテルナシオナル
- 1999年 - 2000年  ECジュベントゥージ
- 2000年  グアラニFC
- 2001年  コリチーバFC
- 2001年  ECジュベントゥージ
- 2002年  フィゲイレンセFC
- 2003年  クルーベ・ナウチコ・カピバリベ
- 2004年  カノアスSC

## 個人成績
| 国内大会個人成績 | 国内大会個人成績 | 国内大会個人成績 | 国内大会個人成績 | 国内大会個人成績 | 国内大会個人成績 | 国内大会個人成績 | 国内大会個人成績 | 国内大会個人成績 | 国内大会個人成績 | 国内大会個人成績 | 国内大会個人成績 |
| 年度             | クラブ           | 背番号           | リーグ           | リーグ戦         | リーグ戦         | リーグ杯         | リーグ杯         | オープン杯       | オープン杯       | 期間通算         | 期間通算         |
| 年度             | クラブ           | 背番号           | リーグ           | 出場             | 得点             | 出場             | 得点             | 出場             | 得点             | 出場             | 得点             |
| 日本             | 日本             | 日本             | 日本             | リーグ戦         | リーグ戦         | リーグ杯         | リーグ杯         | 天皇杯           | 天皇杯           | 期間通算         | 期間通算         |
| ---------------- | ---------------- | ---------------- | ---------------- | ---------------- | ---------------- | ---------------- | ---------------- | ---------------- | ---------------- | ---------------- | ---------------- |
| 1997             | 磐田             | 31               | J                | 10               | 3                | 4                | 1                | 0                | 0                | 14               | 4                |
| 通算             | 日本             | 日本             | J                | 10               | 3                | 4                | 1                | 0                | 0                | 14               | 4                |
| 総通算           | 総通算           | 総通算           | 総通算           | 10               | 3                | 4                | 1                | 0                | 0                | 14               | 4                |